# جزيرة شندويل
قرية جزيرة شندويل هي إحدى القرى التابعة لمركز سوهاج بمحافظة سوهاج في جمهورية مصر العربية. حسب إحصاءات سنة 2006، بلغ إجمالي السكان في جزيرة شندويل 37903 نسمة، منهم 19864 رجل و18039 امرأة.